# Anup Jalota
Anup Jalota (en hindi: अनुप जलोटा: انوپ جلوٹا) (nacido el 29 de julio de 1953) es un cantante y músico indio, uno de los compositores reconocidos por interpretar la música bhajans, un género tradicional de la India y por su estilo poético de Urdu conocido como gazal.
También ha sido conocido con otro nombre como Samraat Bhajan (que significa, «emperador de bhajans»). En 2012 ha sido galardonado dentro del campo del arte de Música Clásica de la India.

## Biografía
Anup Jalota nació en Nainital, Uttarakhand, hijo de Purushottam Das Jalota, un famoso músico de música bhajans, exmiembro de la academia Gharana Sham Chowrasi de Punjab. Fue educado en Lucknow. Él tiene un hermano mayor llamado Ajay Jalota, que reside en Los Ángeles, California en los Estados Unidos y dos hermanas, Anjali Dhir y Anita Mehra.

## Carrera
Jalota inició su carrera musical como cantante, formando parte de un coro en la All India Radio. Ha sido respaldado por un grupo de músicos: un instrumentista de santoor, un instrumentista de dholak, un instrumentista de sarod, un instrumentista de sarangi, un violinista, un intérprete de sitar, un instrumentista de tabla y un guitarrista. Aunque en la música bhajans, le han hecho famoso con temas populares como: Aisi Lagi Lagan, principal Nahi Makhan khayo, Rang De Chunariya, Jag Me Sundar Hai ¿Es Naam? y Chadariya Jhini Re Jhini. hasta la fecha ha sido uno de los intérpretes que más discos ha vendido.

## Discografía
The popular Bhajans and ghazals for which he is credited the most are given below
- Aisi Lagi Lagan
- Chaand Angdaiyaan Le Raha Hai
- Tumhare Shahar Ka Mausam
- Main Nazar Se Pee Raha Hoon
- Hum Se Achi to Kahin Aaine ki Khismat Hogi
- Rukh Se Parda Hata De
- La Pila De Saqiya
- Shree Hanuman Chalisa
- Mere Kabr Par Pate Huye
- Tum Kya Samjho Tum Kya Jano
- Kategi Ye Zindagi Ab Rote Rote
- Laga Chunari Mein Daag
- Rang De Chunariya
- Prabhuji Tum Chandan Hum Pani

- Datos: Q3349252
- Multimedia: Anup Jalota / Q3349252